# Egil Danielsen
Egil Danielsen (Hamar, 9 november 1933 - Bergen, 29 juli 2019) was een Noorse atleet, die gespecialiseerd was in het speerwerpen. Hij werd olympisch kampioen, Noors kampioen en had ook drie jaar het wereldrecord in handen in deze discipline.

## Biografie

### Nationale successen
In 1950 won Danielsen, nog voordat hij zeventien was geworden, een bronzen medaille bij de Noorse kampioenschappen. Twee jaar later maakte hij er zilver van, om vervolgens in 1953 voor de eerste maal de nationale speerwerptitel te veroveren, een titel welke hij vijfmaal op rij zou winnen. In 1953 doorbrak hij met de speer ook voor het eerst de grens van 70 meter.

### Olympisch kampioen met geleende speer
Op de Olympische Spelen van 1956 in Melbourne behaalde Danielsen een gouden medaille. Met een beste poging van 85,71 m en tevens wereldrecord versloeg hij met ruime voorsprong de Pool Janusz Sidlo (zilver; 79,98) en de Rus Viktor Tsyboelenko (brons; 79,50). Zijn overwinning kwam als een verrassing, ook al had de Noor in de aanloop naar de Spelen het hoogste aantal worpen over de 80 meter geproduceerd. Sidlo, de Europese kampioen van 1954, die kort voor de Spelen het wereldrecord naar 83,66 had getild, gold echter als de grote favoriet voor het goud en de Pool ging na drie ronden met zijn beste worp van 79,98 dan ook aan de leiding, terwijl Danielsen een beste poging van 72,60 had staan. Vervolgens besloot Sidlo om zijn speer, van het Zweedse merk Sandvik, aan zijn tot dan toe slecht presterende vriend Danielsen uit te lenen, waarna die in de vierde ronde naar 85,71 uithaalde, veruit zijn beste prestatie in Melbourne, want bij zijn overige pogingen kwam hij niet meer voorbij de 73 meter. Sidlo werd hiermee de kans ontnomen op het winnen van de olympische gouden medaille; voor hem resteerde olympisch zilver. Diens gebaar wordt beschouwd als een van de mooiste fair-play-gebaren uit de olympische geschiedenis. Zonder zijn uithaal met Sidlo's speer zou Danielsen als zesde zijn geëindigd. 

### Vervolg en einde atletiekloopbaan
In de twee jaren die volgden behoorde Danielsen met worpen van 84,00 in 1957 en 82,49 in 1958 tot de beste speerwerpers ter wereld. Op de Europese kampioenschappen in Stockholm moest de Noor echter zijn meerdere erkennen in Sidlo, die met 80,18 zijn Europese titel prolongeerde. Danielsen kwam tot 78,27; deze keer moest hij met zilver genoegen nemen.
In 1960 probeerde hij op de Olympische Spelen van Rome hij zijn olympische titel te verdedigen, maar met 72,93 werd hij reeds in de kwalificatieronde uitgeschakeld. Hierna beëindigde Danielsen zijn atletiekcarrière. 
In zijn actieve tijd was Danielsen aangesloten bij Hamar Idrettslag.

## Titels
- Olympisch kampioen speerwerpen - 1956
- Noors kampioen speerwerpen - 1953, 1954, 1955, 1956, 1957[2]

## Wereldrecord
| Afstand (m) | Datum            | Plaats    |
| ----------- | ---------------- | --------- |
| 85,71       | 26 november 1956 | Melbourne |

## Persoonlijk record
| Onderdeel   | Prestatie | Datum            | Plaats    |
| ----------- | --------- | ---------------- | --------- |
| speerwerpen | 85,71 m   | 26 november 1956 | Melbourne |

## Palmares

### speerwerpen
- 1950:  Noorse kamp. - 59,27 m
- 1952:  Noorse kamp. - 60,08 m
- 1953:  Noorse kamp. - 64,99 m
- 1954:  Noorse kamp. - 68,70 m
- 1954: 10e EK - 67,78 m
- 1955:  Noorse kamp. - 69,17 m
- 1956:  Noorse kamp. - 70,36 m
- 1956:  OS - 85,71 m (WR)
- 1957:  Noorse kamp. - 72,09 m
- 1958:  EK - 78,27 m
- 1959:  Noorse kamp. - 75,98 m

## Onderscheidingen
- De gouden medaille van Aftenposten - 1956
- De Olympische ereprijs van Fearnley (Onderscheiding van het Noors Olympisch Comité) - 1956

1908: Eric Lemming ·
1912: Eric Lemming ·
1920: Jonni Myyrä ·
1924: Jonni Myyrä ·
1928: Erik Lundqvist ·
1932: Matti Järvinen ·
1936: Gerhard Stöck ·
1948: Tapio Rautavaara ·
1952: Cyrus Young ·
1956: Egil Danielsen ·
1960: Viktor Tsyboelenko ·
1964: Pauli Nevala ·
1968: Jānis Lūsis ·
1972: Klaus Wolfermann ·
1976: Miklós Németh ·
1980: Dainis Kūla ·
1984: Arto Härkönen ·
1988: Tapio Korjus ·
1992: Jan Železný ·
1996: Jan Železný ·
2000: Jan Železný ·
2004: Andreas Thorkildsen ·
2008: Andreas Thorkildsen ·
2012: Keshorn Walcott ·
2016: Thomas Röhler ·
2020: Neeraj Chopra ·
2024: Arshad Nadeem